# MVP (гурт)
MVP (кор. 엠브이피) — південнокорейський бой-бенд, сформований PH Entertainment у 2017 році. Вони дебютували 13 березня 2017 року з мініальбомом Manifest.
16 лютого 2022 року Раюн опублікував пост в Instagram, у якому йшлося про розпад гурту.

## Учасники
- Канхан (강한)
- Раюн (라윤)
- Ґітек (기택)
- ПіКей (피케이)
- Джін (진)
- Бін (빈)
- Сіон (시온)

## Дискографія

### Мініальбом
| Назва    | Деталі альбому | Пікові позиції у чартах | Продажі                |
| Назва    | Деталі альбому | KOR                     | Продажі                |
| -------- | --- | ----------------------- | ---------------------- |
| Manifest | - Реліз: 13 березня 2017 - Лейбл: PH Entertainment, NHN Entertainment - Формат: CD, цифрове завантаження Трек-лист 1. «Manifest» 2. «Take It (선택해)» 3. «Don't Cry (눈물뚝)» 4. «Hear Me Out (끝까지 들어)» 5. «Call Me Before You Sleep (자기전에 전화해)» | 37                      | - Південна Корея: 662+ |

### Сингли
| Назва                                                                            | Рік  | Пікові позиції у чартах | Продажі (DL) | Альбом               |
| Назва                                                                            | Рік  | KOR                     | Продажі (DL) | Альбом               |
| -------------------------------------------------------------------------------- | ---- | ----------------------- | ------------ | -------------------- |
| «Take It» (선택해)                                                               | 2017 | —                       | Н/Д          | Manifest             |
| «Every Day»                                                                      | 2020 | —                       | Н/Д          | Сингли поза альбомом |
| «Good Day»                                                                       | 2021 | —                       | Н/Д          | Сингли поза альбомом |
| «—» релізи, що не потрапили у чарти або не були випущені у відповідних регіонах. |      |                         |              |                      |